# Sentimental Tommy (film 1921)
Sentimental Tommy è un film muto del 1921 diretto da John S. Robertson che si basa su Sentimental Tommy (1896) e su Tommy and Grizel (1900), i primi due romanzi pubblicati da James Matthew Barrie.
Nel 1915, il regista britannico Toby Cooper aveva girato la prima versione del romanzo di Barrie sempre con il titolo Sentimental Tommy.
È il debutto cinematografico di Mary Astor ma le scene girate con la giovane attrice vennero tagliate quando fu il momento di distribuire la pellicola .

## Trama
Grizel, una ragazzina dodicenne, e sua madre, conosciuta con il nome di la donna dipinta, sono ostracizzate dagli abitanti di Thrums. Nel paese, giunge un giorno Tommy Sandys, un ragazzo molto fantasioso, che diventa amico inseparabile di Grizel.
Sei anni dopo, Tommy ritorna da Londra, dove è diventato un autore di successo e scopre che Grizel è sempre innamorata di lui. Mosso da quel sentimento, Tommy si dichiara alla ragazza chiedendola in moglie ma lei, rendendosi conto che lui, in realtà, non la ama, lo rifiuta.
A Londra, Tommy intreccia una relazione con Lady Pippinworth che, poi, segue in Svizzera. Grizel, avendo perso la madre e credendo che Tommy abbia bisogno di lei, lo va a cercare ma lo trova preso completamente dalla sua passione per l'altra donna. Infelice, torna a casa. Tommy, in preda al rimorso, ritorna da lei. La ragazza, in preda al delirio, viene curata dall'uomo che ama e, con il suo aiuto, guarisce.

## Produzione
Il film fu prodotto dalla Famous Players-Lasky Corporation. Venne girato a New York, nei Kaufman Astoria Studios al 3412 36th Street nel Queens.

## Distribuzione
Il copyright del film, richiesto dalla Famous Players-Lasky Corp., fu registrato il 27 maggio 1921 con il numero LP16592.
Distribuito dalla Famous Players-Lasky Corporation e dalla Paramount Pictures, il film - presentato da Adolph Zukor - uscì nelle sale cinematografiche statunitensi il 29 maggio 1921.
Non si conoscono copie ancora esistenti della pellicola che viene considerata presumibilmente perduta.